# Освајачи олимпијских медаља у атлетици — петобој за жене
Освајачи олимпијских медаља у атлетици за жене у дисциплини петобој, која се на програму Олимпијских игара налазила је била од 1964. до 1980. године, приказани су у следећој табели. Резултати су приказани у освојеним бодовима. 
Од 1984. уместо петобоја је уведен седмобој као нова олимпијска дисциплина, која је и данас на програму игара. 
| Дисциплина                |                                    | Резултат |                                      | Резултат |                                   | Резултат |
| Токио 1964. детаљи        | Ирина Прес · Совјетски Савез       | 5.246 СР | Мери Ранд · Уједињено Краљевство     | 5.035    | Галина Бистрова · Совјетски Савез | 4.956    |
| Мексико Сити 1968. детаљи | Ингрид Бекер · Западна Немачка     | 5.098    | Лизе Прокоп · Аустрија               | 4.966    | Анамарија Тот · Мађарска          | 4.959    |
| Минхен 1972. детаљи       | Мери Питерс · Уједињено Краљевство | 4.801    | Хајде Розендахл · Западна Немачка    | 4.791    | Бурглинде Полак · Западна Немачка | 4.768    |
| Монтреал 1976. детаљи     | Зигрун Зигл · Источна Немачка      | 4.745    | Кристине Лазер · Источна Немачка     | 4.745    | Бурглинде Полак · Источна Немачка | 4.740    |
| Москва 1980. детаљи       | Надежда Ткаченко · Совјетски Савез | 5.083    | Олга Рукавишникова · Совјетски Савез | 4.937    | Олга Курагина · Совјетски Савез   | 4.875    |

## Биланс медаља пентатлона за жене
Стање од 1964 — 1980.
|    | НОК                  | Злато | Сребро | Бронза |    |
| -- | -------------------- | ----- | ------ | ------ | -- |
| 1. | Совјетски Савез      | 2     | 1      | 2      | 5  |
| 2. | Источна Немачка      | 1     | 1      | 1      | 3  |
| 2. | Западна Немачка      | 1     | 1      | 1      | 3  |
| 4  | Уједињено Краљевство | 1     | 1      | 0      | 2  |
| 5. | Аустрија             | 0     | 1      | 0      | 1  |
| 6  | Мађарска             | 0     | 0      | 1      | 1  |
|    | Укупно (6)           | 5     | 5      | 5      | 15 |